# Nicola Ströh-Kiedrowski
Nicola Ströh-Kiedrowski, bis zu ihrer Hochzeit Nicola Ströh (* 10. November 1980 in Hamburg), ist eine ehemalige deutsche Voltigiererin. Sie war Doppelweltmeisterin, Vizeeuropameisterin und zweifache Deutsche Meisterin in der Einzelwertung.

## Sportlicher Werdegang
Nicola Ströh begann 1990 mit dem Voltigieren, 1996 wurde sie in den Einzel-Bundesnachwuchskader berufen und hatte ab 1999 ihre ersten internationalen Erfolge. Im Jahr 2000 gründete sie ihren eigenen Verein, den Jersbek-Wohldorfer RuVV und engagierte sich hier als Trainerin und als Ausbilderin von Pferden und Nachwuchstrainern. Nachdem sie 2008 ihren zweiten Weltmeistertitel erworben hatte, gab Ströh ihren Rücktritt vom aktiven Voltigiersport bekannt. Die diplomierte Sportwissenschaftlerin arbeitet als Projektmanagerin für einen Gesundheitskonzern. Schon mehrfach kommentierte Ströh-Kiedrowski die Voltigierwettbewerbe für das WDR Fernsehen als Co-Moderatorin.

## Privates
Ströh ist seit September 2010 verheiratet und hat zwei Kinder.

## Erfolge
- Weltmeisterschaften
  - Gold: 2004, 2008
  - Silber: 2000
  - Bronze: 2006

- Europameisterschaften
  - Silber: 2001
  - Bronze: 1999, 2007

- Deutsche Meisterschaften
  - Gold: 2004, 2006
  - Silber: 2000, 2001, 2002, 2003

- CVI-Siege
  - 2008: CVI 2* Aachen, CVI Krumke, Master Class CVI 2* Wiesbaden
  - 2007: Master Class Wiesbaden
  - 2003: Stadl-Paura
  - 1999: Saumur

- Siegerin des Preis der Besten 2001, 2002, 2003, 2004, 2008
- Siegerin des CHIO Aachen 2008

- Siegerin der Stuttgart German Masters 2002, 2004, 2005 im Team mit Kai Vorberg